# عين البيضاء (ولاية ورقلة)
عين البيضاء بلدية بولاية ورقلة الجزائرية تبعد عن مدينة ورقلة بـ 10 كلم تعتبر من المداخل الرئيسية للمدينة وتحتوي على مرافق مهمة وحساسة كمطار ورقلة ومقر الناحية العسكرية الرابعة كما تحتوي على ثروات كبيرة كالبترول والنخيل والمواشي والابل والفلاحة ...,استقر بها واسسها الشعانبة الاحرار من بني بوسعيد وبن منصور وبن مير وحتي شعانبة متليلي من اولاد نواني وتتكون بلدية عين البيضاء من أربعة قرى كبرى هي عين البيضاء ابناء الشعانبة الاصل و عين القديمة وعجاجة والشط ... وتوسعت حاليا الي قرى جديدة مثل الخفجي علي حدود سيدي خويلد والبكرات شرقا والغنامي علي حدود حاسي مسعود ويمتهن اهلها التجارة بكل انواعها ولها سوق اسبوعي كبير يقصده كل اهل ورقلة .

## السكان والإدارة
تم إنشاء بلدية عين البيضاء عام 1985م حيث عدد أعضاء هذهي البلدية 15 عضوا وعدد التجمعات السكانية الرئيسية 01 وعدد التجمعات السكانية الثانوية 01 وعدد التجمعات السمكانية المبعثره01. حيث تبلغ مساحتها الإجمالية ألف وتسعمائة وثلاثة وسبعون 1973 كلم مربع ويبلغ عدد سكانها حسب الأحصاء العام للسكن والإسكان عام 2008م حوالي 18892 نسمة مقسمة حسب المناطق المكونة للتجمعات السكنية للبلدية
- عين البيضاء 9572
- الشط 5736
- عين القديمة 1798
- عجاجة 1445
- مناطق مبعثره 348

## الموقع الجغرافي
يحد البلدية من الجنوب والشرق بلدية حاسي مسعود إبتداء من حاسي الخوبيسة حتى ملتقى الطرق حوض الحمراء،
ومن الشرق بلدية حاسي بن عبد الله وبلدية حاسي مسعود،
من الغرب بلدية ورقلة ابتداء من النقطة الكيلومترية 32.00 درجة شمالا و5.21 درجة شرقا حتى منعرج الشط على طريق الوطني رقم49.النقطة الكيلومترية 168-.ب.ك –وبمزرعة خيل الرويسات وبحاسي الخوبيسة مرورا ببئر الحاج حموا.
من الشمال بلدية سيدي خويلد، من النقطة الجغرافية 32.00 درجة شمالا و5.21 درجة شرقا إلى النقطة الجغرافية 31.59 درجة شمالا و5.24 درجة شرقا وعلى الطريق الوطني 49 من ملتقى طرق مركز قيادة الناحية العسكرية الرابعة حتى التلال الثلاث وببلدية حاسي بن عبد الله، من ملتقى التلال الثلاث إلى مفترق الطرق حوض الحمراء.

## المناخ

### درجة الحرارة
مناخ منطقة عين البيضاء صحراوي جاف، ودرجات الحرارة بها مرتفعة صيفا حيث تتجاوز (41°) في المتوسط، وتنخفض شتاء، ولاسيما أثناء الليل، فالمناخ هنا قاري يتميز بفوارق حرارية،(يومية وفصلية) معتبرة، تصل إلى حدود (30°)مئوية.

### الأمطار
مناخ منطقة عين البيضاء يتميز بندرة الأمطار (49 مم) في المتوسط وهي كغيرها من المناطق الصحراوية، تفتقر للغطاء النباتي الطبيعي، ولكنها بالمقابل غنية ببساتين النخيل، فهي واحة بديعة المناظر.

### الرياح الموسمية
تهب على منطقة عين البيضاء عواصف رمليــة موسمية بين شهري (فبراير وأفريل)،و تبلغ ذروتها في شهر مارس، وغالبا ما تتسبب في خسائر فادحة تصيب الزرع والماشية، ويبدأ الجو في التحسن ابتدأ من شهر سبتمبر عندما يتغير اتجاه الرياح، لتصبح شمالية شرقية، وهي معروفة محليا باسم (البحـري)، وهي غالبا ما تكون محملة بشيء من الرطوبة فتعمل على تلطيف الجو ولاسيما ليلا. ويرحب سكان المنطقة كثيرا بهذه الرياح فهي تساعد على تلقيح أشجار نخيلهم، كما يرحبون بالحرارة أثناء النهار لكونها عاملا أساسيا في نضج تمارها.

## السكان والعادات والتقاليد
من الأكلات المميزة التي تقدم في المناسبات: الطعام(الكسكسي)، المختومة، المردود، الدشيشة، الشخشوخة، كما يقدم طبق الفول المطبوخ في يوم عاشوراء، كما يكون الشاي حاضرا في جميع المناسبات والأوقات.
يمارس السكان نشاطات الفلاحة وتربية الأبل والغنم وينظمون سنويا سباق المهاري -كما يستخدمون وبر الإبل في صناعة (البرنوس والقشابية والخيمة)، ويقوم البعض بتربية الخيول للمشاركة في المناسبات الاجتماعية.
تنظم سنويا زيارة زاوية سيدي بلخير الشطي في شهر أفريل من كل سنة بحضور السلطات المحلية والولائية وتقام خلالها فعاليات دينية و استعراضات فنطازية محلية.
كما لبعض سكان المنطقة مواهب في الشعر الملحون من أبرزهم الشيخ بحوص بن بصيص.
من ابرز أعيان المنطقة الشيخ محمد بن عيسى المسروق.